# Српска православна црква у Нештину
Српска православна црква у Нештину је подигнута до 1793. године и има статус споменика културе од великог значаја. Представља непокретно културно добро као споменик културе од великог значаја.
Црква је посвећена Светим Козми и Дамјану, представља једнобродну грађевину са високим звоником на западној страни, стилски припада православној верзији барокне архитектуре. Северна и јужна фасада украшене су пиластрима повезаним луцима под којима су полукружно завршени прозори.
Иконостас је резбарио Марко Гавриловић са сином Арсенијем Марковићем 1772. године, а осликао га је Теодор Крачун 1773. године. Он је насликао и иконе Крунисање Богородице и Богородица са Христом, као и икону Светог Јована Златоустог са архијерејског трона. Икону са Богородичиног трона насликао је и потписао јереј Рафаило Милорадовић 1724. године. Три иконе Станоја Поповића сачуване су са старог нештинског иконостаса из 1741. године, царске двери су насликане средином 18. века, а певничке иконе и северне двери, као и празничне иконе, сликао је Стефан Гавриловић 1800. године.